# Apoteose

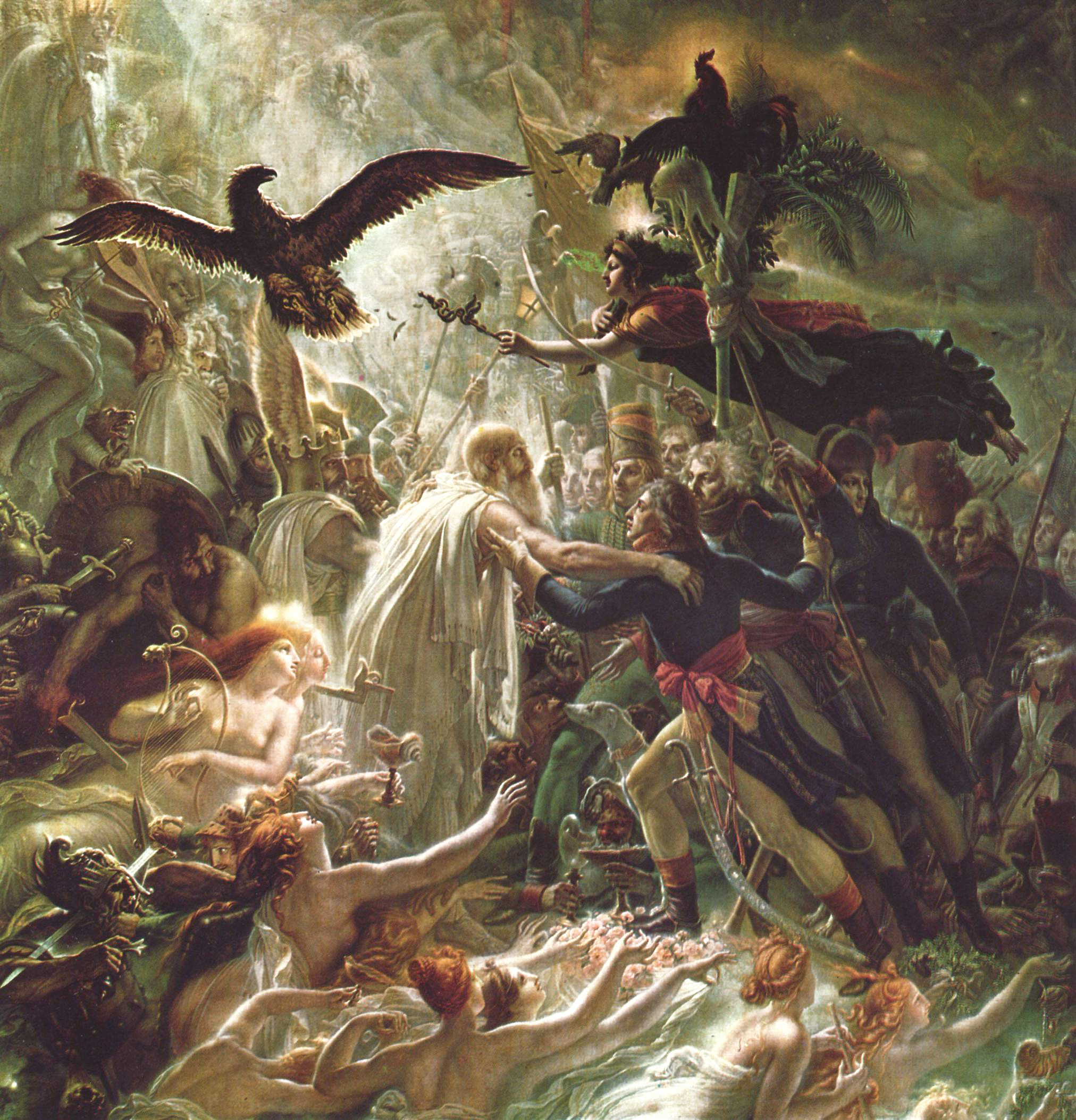
Apoteose dos soldados franceses caídos na guerra, por Anne-Louis Girodet, c. 1801

A apoteose consiste em elevar alguém ao estatuto de divindade, ou seja, endeusar ou deificar uma pessoa devido a alguma circunstância excepcional. No mundo antigo esta circunstância era geralmente considerada para os heróis.
Por extensão, utiliza-se o termo apoteose quando se atribui exageradamente a alguém honrarias ou qualidades. No teatro, a apoteose corresponde ao ponto final de uma cena que decorre de maneira espectacular.
O termo apoteose remete para o tema da divindade e tem duas acepções principais: uma ligada à civilização romana ou civilizações anteriores, e outra que constituiu o seu prolongamento para o domínio da história da arte.
Para as religiões de mistérios da antiguidade, apoteose constituía o momento ritualístico da união com divino (Uno), ou mesmo, "tornar-se deus".

## Apoteose antiga

### Antigo Egito
Antes do período helenístico, o culto imperial era exercido no Antigo Egito (aos faraós) e na Mesopotâmia. A partir do Império Novo, todos os faraós falecidos foram deificados como Osíris.

### Grécia Antiga
Na Grécia Antiga, e pelo menos desde o chamado período geométrico no século IX a.C. os heróis há muito falecidos estavam ligados a mitos fundadores das cidades gregas sendo-lhes prestados cultos ctónicos nos seus heroon, os templos dedicados aos heróis.
No mundo grego, o primeiro líder a dar a si próprio honras divinas foi Filipe II da Macedónia, que era um príncipe, quando os gregos já tinham afastado as monarquias, e que tinha extensas ligações económicas e militares, embora por vezes antagonísticas, com a Pérsia Aqueménida, onde os reis eram divinos. No seu quinto casamento, a imagem de Filipe entronizado foi levada em procissão entre os deus do Olimpo. "O seu exemplo em Aigai tornou-se um hábito, passado aos reis da Macedónia que mais tarde seriam venerados na Ásia Grega e daí para Júlio César e para os imperadores de Roma" Estes líderes helenísticos poderiam ser elevados a um estatuto igual ao dos deuses antes da sua morte (como, por exemplo, Alexandre, o Grande) ou depois (por exemplo, os membros da dinastia ptolemaica). O culto aos heróis similar à apoteose era também uma honra concedida a alguns artistas do passado distante, como Homero.

### Roma Antiga
A apoteose na Roma Antiga era um rito funerário da religião romana, porventura o mais honorífico, e que elevava o defunto à categoria dos deuses. A apoteose era marcada pelo voo de uma águia desde o leito fúnebre até à morada celeste dos deuses. O defunto recebia o qualificativo de divinus (divino). Júlio César foi o primeiro a receber a apoteose segundo a decisão do senado. Mais tarde, o senado decidiu aplicar a apoteose para a maior parte dos seus sucessores, incluindo Constantino I e o seu filho Constâncio II.

### Antiga China
A obra Investidura dos Deuses, épico da dinastia Ming, inclui muitas lendas de deificação. Vários mortais foram deificados no panteão daoista, tais como Guan Yu, Iron-crutch Li e Fan Kuai. O general Yue Fei, da época da dinastia Song, foi deificado durante a dinastia Ming e é considerado ser um dos três generais de mais alto posto no exército celestial.

### No cristianismo
A teologia cristã tradicionalmente faz uma distinção entre teose (ou Theósis) e apoteose. A fé ortodoxa vê Jesus como uma deidade preexistente que tomou existência mortal, e não como um mortal que atingiu a divindade (ver arianismo). Em relação aos seres humanos, a teologia mística da Igreja Ortodoxa descreve a situação como "theosis": os seres humanos entram na vida divina da Trindade através de Jesus Cristo.
Santos dos últimos dias acreditam ser possível se tornar como Deus, a medida que seguem seu caminho eterno na vida pós morte, no processo de Exaltação, vivendo em família e com o próprio Deus, o Pai no Reino Celestial.

## Tema artístico

### Pintura e escultura

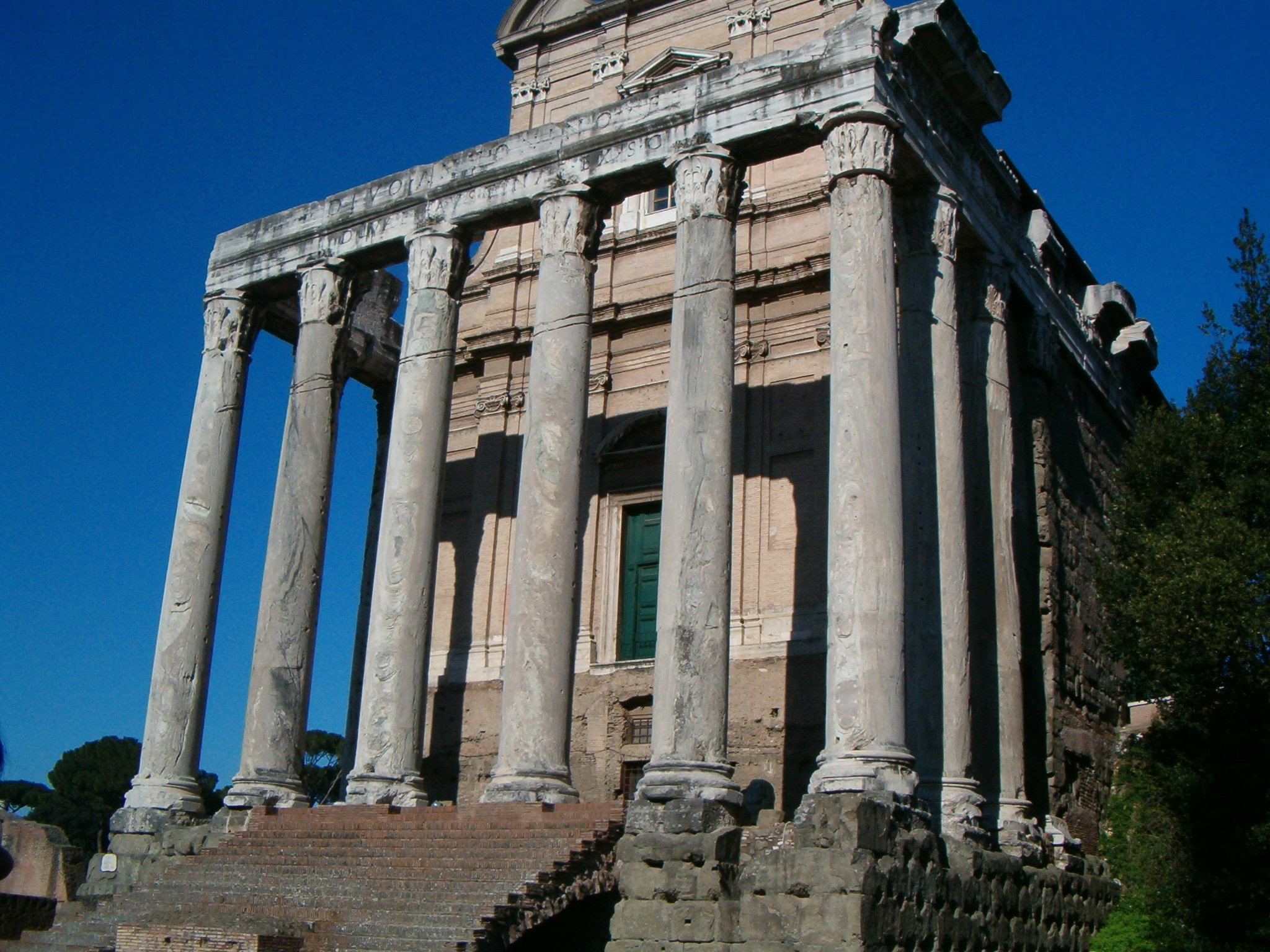
Frontão do Templo de Antonino e Faustina no fórum romano. Contém a inscrição dedicatória: "ao divino Antonino e à divina Faustina por ordem do senado".

A apoteose na história da arte constitui um tema iconográfico (usado na escultura e também na pintura) onde é representada a recepção de uma personagem principal entre os deuses, no domínio celestial ou no panteão da civilização em que se enquadre.
Na arte a matéria é prática: a elevação da figura humana ao divino segue determinadas convenções. Assim é de modo que o tema existe na arte cristã e em muitas outras. As entidades da apoteose podem ser vistas como sujeitos que enfatizam a divindade de Cristo (Transfiguração, Ascensão, Cristo Pantocrator) e figuram pessoas santas "in gloria" - ou seja, nos seus papéis de "revelados por Deus".
A apoteose é a suprema glorificação para a figura representada. Enquanto encenação do poder político, o Palazzo Vecchio de Florença apresenta uma impressionante apoteose do seu soberano, o Grão-Duque de Médici, na Sala dos Quinhentos, no tecto; o tondo central representa-o em majestade com todos os brasões das cidades conquistadas, e as armas heráldicas da família Médici; um anjo entrega-lhe o seu ceptro, e outro coloca-lhe uma coroa sobre a cabeça.

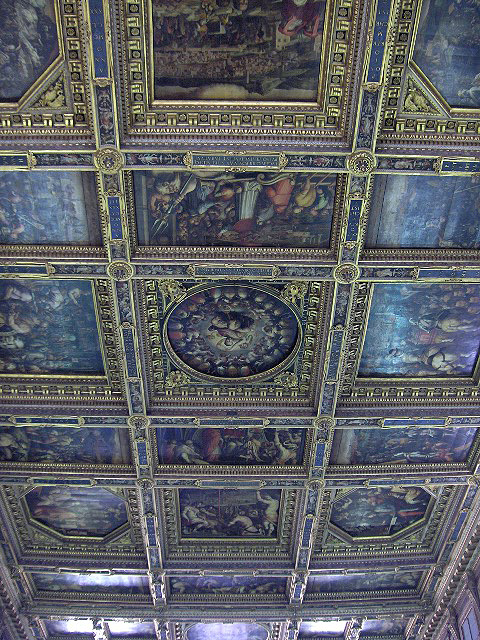
O tondo do Palazzo Vecchio de Florença, no centro do plafond da sala de armas

O visitante deve levantar a cabeça para o alto para ver esta pintura que está mais de oito metros acima de si: é a apoteose do grão-duque.
Os Sforza quiseram igualmente inscrever a sua majestade com uma estátua equestre que relembrasse o gesto de Alexandre, o Grande e pediram a Leonardo da Vinci, que fizesse os planos para essa estátua, mas esta nunca foi construída.
Artistas mais recentes usaram o conceito por motivos que vão desde o simples e sincero respeito pelos falecidos (Constantino Brumidi tem um fresco "A Apoteose de Washington" na cúpula do Capitólio em Washington, D.C.), ao enquadramento artístico (Salvador Dalí usou muitas apoteoses e Jean-Auguste Dominique Ingres pintou uma "Apoteose de Homero"), e mesmo ao efeito cómico.
Muitos líderes modernos exploraram as imagens artísticas se não mesmo a teologia apoteótica. Exemplos disto são as figurações de Jaime VI da Escócia e I de Inglaterra por Rubens na "Banqueting House" (uma expressão do divino direito dos reis) ou de Henrique IV de França, ou Appiani e a sua apoteose de Napoleão Bonaparte. O termo é usado figurativamente para se referir à elevação de um líder morto, frequentemente assassinado ou martirizado para o estatuto de figura super-humana carismática e à remoção de todas as faltas ou controvérsias que estiveram a si ligadas em vida - por exemplo, Abraham Lincoln nos Estados Unidos, Yitzchak Rabin em Israel, ou, num plano diferente, Kim Jong-il e Kim Il-sung na Coreia do Norte.

### Música

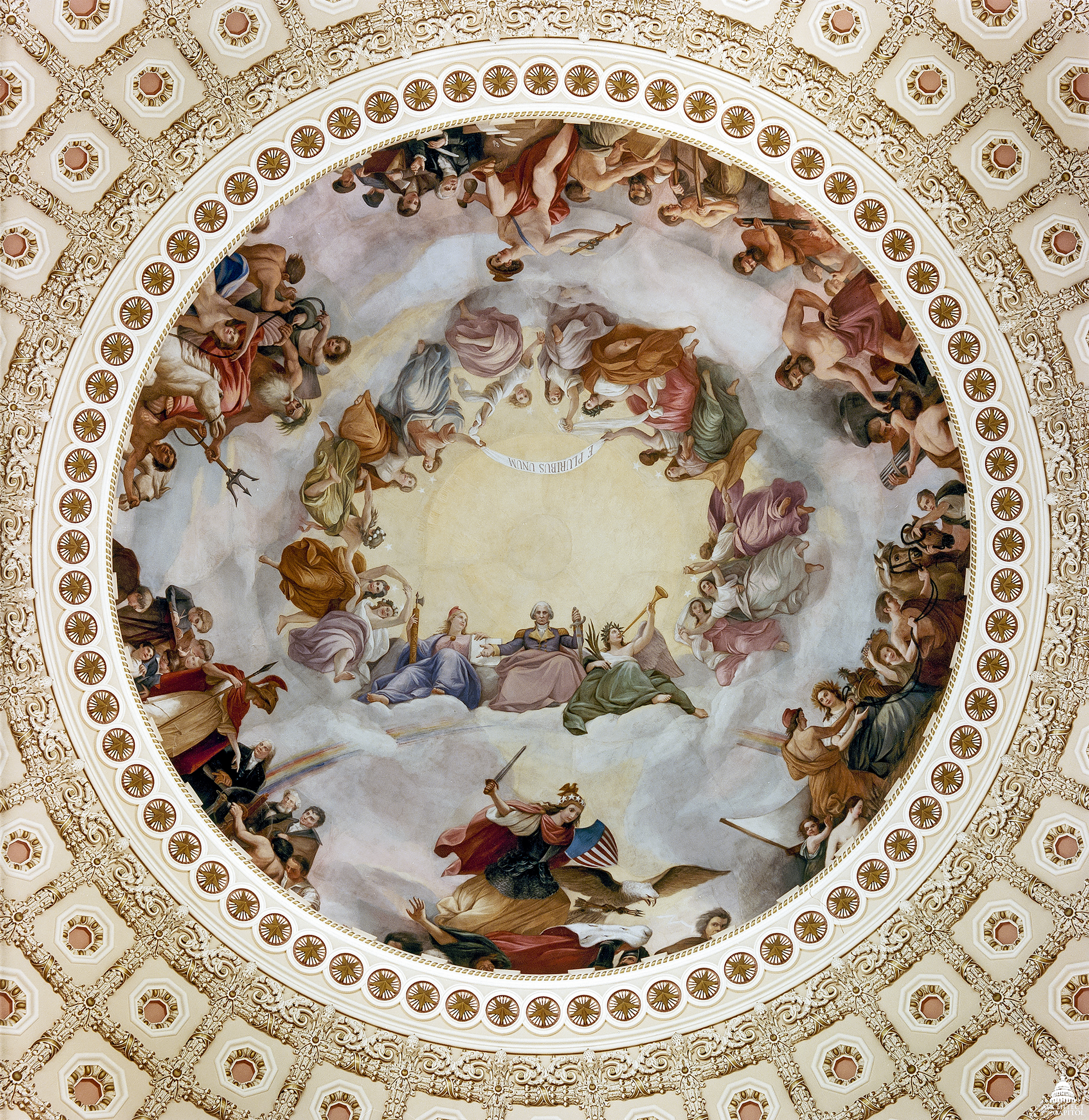
Apoteose de George Washington

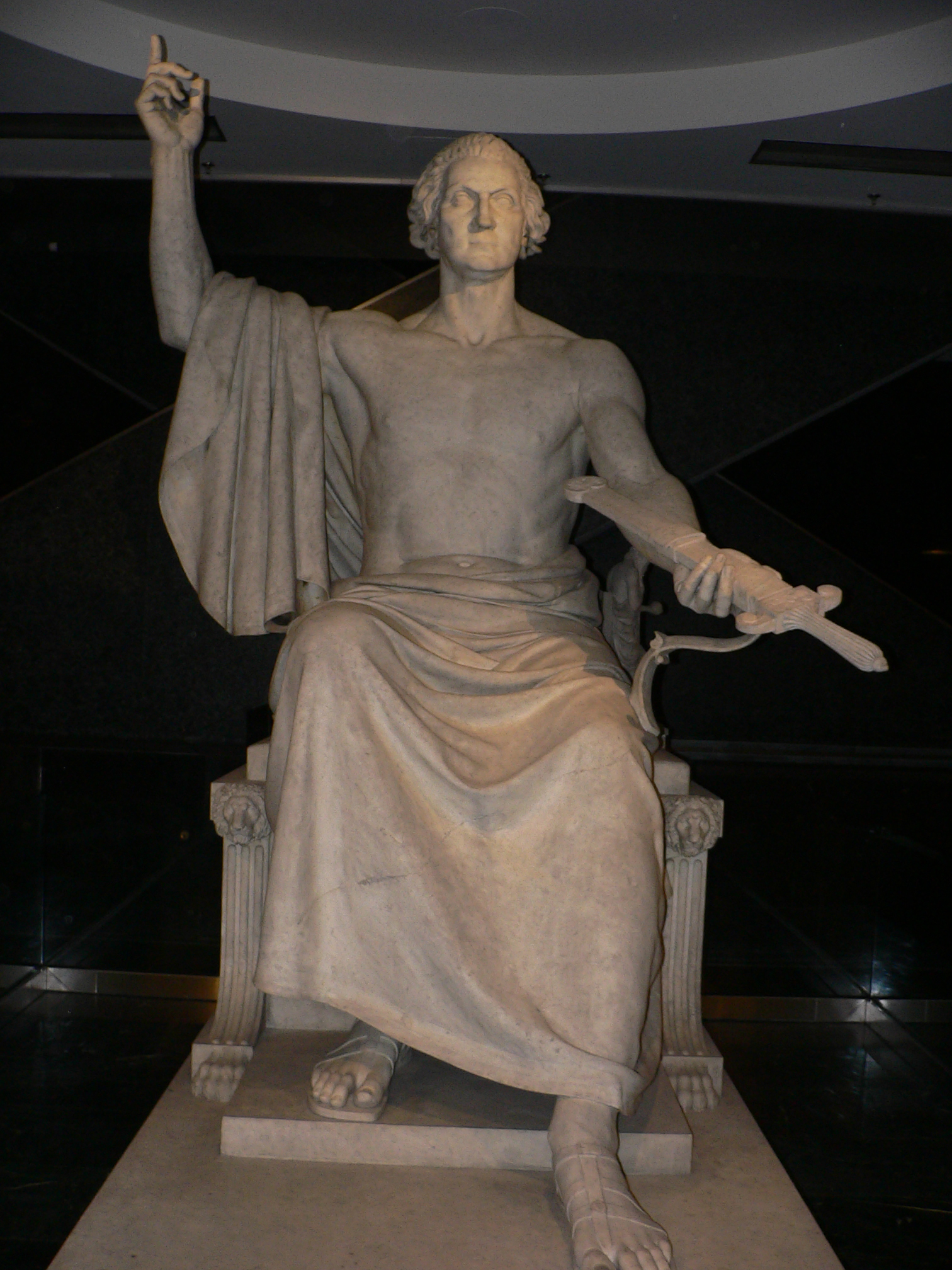
Apoteose de George Washington

O termo apoteose na música refere-se ao surgimento de um tema de forma majestosa ou exaltada. Representa o equivalente musical do género apoteótico nas artes visuais, especialmente onde o tema está ligado de algum modo a personagens históricas ou caracteres dramáticos. Ao coroar uma cena musical a apoteose funciona como uma peroração, ou seja, a utilização de um desfecho forte para impressionar o auditório, seguindo uma analogia com a arte da retórica.
Os momentos de apoteose são abundantes na música, e a própria palavra surge por vezes. Hector Berlioz usou-a como título para o andamento final da sua Grande symphonie funèbre et triomphale, um trabalho composto em 1846 para a dedicação do monumento aos mortos da França nas guerras. O compositor checo Karel Husa, preocupado em 1970 com a proliferação de armas e a deterioração do meio ambiente, chamou ao seu responso musical Apoteose desta Terra. Maurice Ravel fez o mesmo com a peça Ma Mère L'oye, cujo último movimento - Le jardin féerique, é uma apoteose.

### Literatura
Joseph Campbell, no seu livro O herói de Mil Faces, escreve que o Herói Universal do monomito deverá passar por um estado de apoteose. De acordo com Campbell, a apoteose é a expansão da consciência de que o herói terá experiência após derrotar o seu inimigo.
Arthur C Clarke, em Childhood's End, colocou os overlords a referirem-se à "apoteose" da Humanidade.
Stephen King, no primeiro livro de The Dark Tower (The Gunslinger) inclui a frase The desert was the apotheosis of all deserts.